# Yves Boutet
Pour les articles homonymes, voir Boutet.
Yves Boutet, né le 3 décembre 1936 à Rennes en France et mort le 15 juillet 2021 à Lorient en France, est un footballeur puis entraîneur français qui a évolué au poste de défenseur central.

## Biographie
Natif de Rennes, Yves Boutet, rapidement surnommé Yvon, fait ses premières armes à la Tour d'Auvergne. À 19 ans, il rejoint le club phare de la cité rennaise, le Stade rennais où il effectue l'essentiel de sa carrière.
Rapidement, Boutet s'impose comme un membre essentiel de la défense stadiste, obtenant un poste de titulaire régulier dès sa deuxième saison au club. Pendant douze ans, il restera fidèle à son club, que ce soit dans les bons moments (victoire en Coupe de France 1965) comme dans les mauvais (quatre saisons passées en Division 2).
Devenu l'un des emblèmes du club, Yves Boutet est le capitaine rennais lors de la première victoire en Coupe de France, et soulève victorieusement le trophée au Parc des Princes, le 27 mai 1965. Défenseur dans l'âme, il devra attendre le 28 novembre 1965, soit dix ans après ses débuts, pour marquer son premier et unique but chez les professionnels.
À l'issue de la saison 1966-1967, il quitte Rennes pour terminer sa carrière au FC Lorient. Il en deviendra l'entraîneur en 1969, prenant la place d'une autre figure mythique du football breton, Antoine Cuissard.
Il est le recordman du nombre de matchs joués sous les couleurs du Stade rennais.

## Statistiques
| Saison                | Club                  | Championnat             | Championnat | Championnat | Championnat | Coupe(s) nationale(s) | Coupe(s) nationale(s) | Coupe(s) nationale(s) | Supercoupe | Supercoupe | Supercoupe | Compétition(s) continentale(s) | Compétition(s) continentale(s) | Compétition(s) continentale(s) | Compétition(s) continentale(s) | Autres compétitions | Autres compétitions | Autres compétitions | Autres compétitions | Total | Total | Total |
| Saison                | Club                  | Division                | M.          | B.          | P.d.        | M.                    | B.                    | P.d.                  | M.         | B.         | P.d.       | Comp.                          | M.                             | B.                             | P.d.                           | Comp.               | M.                  | B.                  | P.d.                | M.    | B.    | P.d.  |
| 1955-1956             | Stade rennais UC      | Division Interrégionale | 11          | 0           | 0           | 2                     | 0                     | 0                     | -          | -          | -          | -                              | -                              | -                              | -                              | CCD                 | 2                   | 0                   | 0                   | 15    | 0     | 0     |
| 1956-1957             | Stade rennais UC      | Division Nationale      | 24          | 0           | 0           | 2                     | 0                     | 0                     | -          | -          | -          | -                              | -                              | -                              | -                              | CCD+BR              | 0+1                 | 0+0                 | 0+0                 | 27    | 0     | 0     |
| 1957-1958             | Stade rennais UC      | Division Interrégionale | 35          | 0           | 0           | 3                     | 0                     | 0                     | -          | -          | -          | -                              | -                              | -                              | -                              | CCD                 | 2                   | 0                   | 0                   | 40    | 0     | 0     |
| 1958-1959             | Stade rennais UC      | Division Nationale      | 13          | 0           | 0           | 2                     | 0                     | 0                     | -          | -          | -          | -                              | -                              | -                              | -                              | -                   | -                   | -                   | -                   | 15    | 0     | 0     |
| 1959-1960             | Stade rennais UC      | Division Nationale      | 37          | 0           | 0           | 3                     | 0                     | 0                     | -          | -          | -          | -                              | -                              | -                              | -                              | CCD                 | 1                   | 0                   | 0                   | 41    | 0     | 0     |
| 1960-1961             | Stade rennais UC      | Division Nationale      | 38          | 0           | 0           | 1                     | 0                     | 0                     | -          | -          | -          | -                              | -                              | -                              | -                              | CCD                 | -                   | -                   | -                   | 39    | 0     | 0     |
| 1961-1962             | Stade rennais UC      | Division Nationale      | 37          | 0           | 0           | 1                     | 0                     | 0                     | -          | -          | -          | -                              | -                              | -                              | -                              | CCD                 | 1                   | 0                   | 0                   | 39    | 0     | 0     |
| 1962-1963             | Stade rennais UC      | Division Nationale      | 34          | 0           | 0           | 2                     | 0                     | 0                     | -          | -          | -          | -                              | -                              | -                              | -                              | CCD                 | 2                   | 0                   | 0                   | 38    | 0     | 0     |
| 1963-1964             | Stade rennais UC      | Division Nationale      | 27          | 0           | 0           | 1                     | 0                     | 0                     | -          | -          | -          | -                              | -                              | -                              | -                              | CCD                 | -                   | -                   | -                   | 28    | 0     | 0     |
| 1964-1965             | Stade rennais UC      | Division Nationale      | 30          | 0           | 0           | 7                     | 0                     | 0                     | -          | -          | -          | -                              | -                              | -                              | -                              | -                   | -                   | -                   | -                   | 37    | 0     | 0     |
| 1965-1966             | Stade rennais UC      | Division Nationale      | 37          | 1           | 0           | 5                     | 0                     | 0                     | 1          | 0          | 0          | C2                             | 2                              | 0                              | 0                              | -                   | -                   | -                   | -                   | 45    | 1     | 0     |
| 1966-1967             | Stade rennais UC      | Division Nationale      | 29          | 0           | 0           | -                     | -                     | -                     | -          | -          | -          | -                              | -                              | -                              | -                              | -                   | -                   | -                   | -                   | 29    | 0     | 0     |
| Sous-total            | Sous-total            | Sous-total              | 352         | 1           | 0           | 29                    | 0                     | 0                     | 1          | 0          | 0          | -                              | 2                              | 0                              | 0                              | -                   | 9                   | 0                   | 0                   | 393   | 1     | 0     |
| 1967-1968             | FC Lorient            | Division Interrégionale | 32          | 0           | 0           | -                     | -                     | -                     | -          | -          | -          | -                              | -                              | -                              | -                              | -                   | -                   | -                   | -                   | 32    | 0     | 0     |
| 1968-1969             | FC Lorient            | Division Interrégionale | 13          | 0           | 0           | 1                     | 0                     | 0                     | -          | -          | -          | -                              | -                              | -                              | -                              | -                   | -                   | -                   | -                   | 14    | 0     | 0     |
| Sous-total            | Sous-total            | Sous-total              | 45          | 0           | 0           | 1                     | 0                     | 0                     | 0          | 0          | 0          | -                              | 0                              | 0                              | 0                              | -                   | 0                   | 0                   | 0                   | 46    | 0     | 0     |
| Total sur la carrière | Total sur la carrière | Total sur la carrière   | 397         | 1           | 0           | 30                    | 0                     | 0                     | 1          | 0          | 0          | -                              | 2                              | 0                              | 0                              | -                   | 9                   | 0                   | 0                   | 439   | 1     | 0     |

## Palmarès
- 1965 : Vainqueur de la Coupe de France
- 1956 : Champion de France de Division 2

## Sources
- Claude Loire, Le Stade rennais, fleuron du football breton, Rennes, Apogée, 1994